# Martina (fetillera)
|  | Per a altres significats, vegeu «Martina (prenom)». |

Martina (segle I dC), va ser una dona siriana, fetillera i molt experta en verins. Només Tàcit parla d'ella, i diu que tenia molt mala fama a la província Síria a causa dels seus enverinaments. Va fer amistat amb Plancina, la dona de Gneu Calpurni Pisó (governador de Síria del 17 al 19), acusat de l'enverinament de Germànic, nebot de Tiberi, l'any 19 dC. Gneu Senti Saturní la va enviar a Roma l'any 21 per iniciativa de Publi Vitel·li, Quint Verani i altres, per testimoniar en el judici per l'enverinament de Germànic, però va morir sobtadament a la seva arribada a Brundusium l'any 21. Tàcit diu que en una trena del seu pentinat hi van trobar verí, sense que el seu cos tingués cap senyal de suïcidi.